# Jakub Bułat
Jakub Bułat (ur. 25 października 1956) – polski etnograf i księgarz, działacz opozycji demokratycznej w PRL.

## Życiorys
Ukończył studia na Wydziale Historycznym Uniwersytetu Warszawskiego (kierunek etnografia) w roku 1982 i studia podyplomowe w Instytucie Organizacji Systemów Produkcyjnych Politechniki Warszawskiej (w 1996 roku).
Po studiach pracował m.in. w miesięczniku „Asocjacje” (pismo obsługujące ruch stowarzyszeniowo-fundacyjny w Polsce, członek redakcji, 1990-1992), Kancelarii Senatu (specjalista, 1991), Agencji Informacyjnej „Sieć” obsługującej czasopisma regionalne (współwłaściciel, 1991-1992), Składnicy Księgarskiej w Warszawie (specjalista, 1992-1993), Wydawnictwach Szkolnych i Pedagogicznych S.A. (kierownik sprzedaży hurtowej, dyrektor ds. dystrybucji, 1992-2002), Wydawnictwie Naukowym PWN (kierownik dystrybucji, 2002-2003), w spółce „MAC Edukacja” S.A. (dyrektor ds. dystrybucji, 2003-2005).
Od 2005 roku jest właścicielem księgarni-kawiarni Tarabuk w Warszawie.

## Działalność niezależna
W czasie studiów był aktywnym członkiem warszawskiego Studenckiego Komitetu Solidarności w Warszawie. Był również współpracownikiem Komitetu Obrony Robotników.
W latach 80. był redaktorem nieregularnego czasopisma „Czerwony Kapturek – Dlaczego robić raczej coś niźli nic?”, pisma wydawanego w latach 1980-1981 (numery 1-10), 1983 (nr 11) i 1990 (nr 12) przez studentów Uniwersytetu Warszawskiego.

## Członkostwo w organizacjach
- członek Inicjatywy Firm Rodzinnych (od 2009 roku)
- wiceprzewodniczący Rady Stowarzyszenia LGD Zielone Sąsiedztwo (od 2009 roku).

## Odznaczenia
26 września 2011 roku Prezydent RP Bronisław Komorowski odznaczył Jakuba Bułata Krzyżem Oficerskim Orderu Odrodzenia Polski „za wybitne zasługi dla niepodległości Rzeczypospolitej Polskiej, za działalność na rzecz przemian demokratycznych w kraju, za osiągnięcia w pracy zawodowej i społecznej”.